# Ichneumon thomsoni
Ichneumon thomsoni là một loài tò vò trong họ Ichneumonidae.